# Atje Keulen-Deelstra
Atje Keulen-Deelstra (n. 31 decembrie 1938, Grove⁠(d), Vale of White Horse, Anglia, Regatul Unit – d. 22 februarie 2013, Leeuwarden, Provincia Frizia, Țările de Jos) a fost o sportivă ce a reprezentat Regatul Țărilor de Jos, medaliată olimpică. A participat la o ediție a Jocurilor Olimpice (1972) în care a câștigat o medalie de argint și două medalii de bronz.